# Gregory Kelley
Gregory Eric Kelley (* 1944; † 15. Februar 1961 in Berg-Kampenhout, Belgien) war ein US-amerikanischer Eiskunstläufer, der im Einzellauf startete.

## Leben
Er war das jüngste Kind von Dr. Vincent und Nathalie Kelley und wuchs mit seinen fünf Geschwistern in Newton, Massachusetts, auf. Er begann mit dem Eiskunstlaufen im Alter von acht Jahren, als er mit seiner katholischen Schulklasse an einem Eislaufkurs im Skating Club of Boston teilnahm und daraufhin dem Verein beitrat, um beim berühmten Montgomery Wilson trainieren zu können. Bis 1958 gewann er sämtliche nationale Meisterschaften, an denen er teilnahm. Seine älteste Schwester Nathalie fuhr und begleitete ihn zu allen Turnieren und stand ihm unterstützend zur Seite.
Nachdem er 1959 Juniorenmeister geworden war, wechselte Kelley nach Colorado Springs, um bei Edi Scholdan im Broadmoor Klub zu trainieren. Kelley hoffte in die Fußstapfen von Hayes Alan Jenkins und David Jenkins treten zu können und Scholdans dritter Olympiasieger in Folge zu werden. Beruflich wollte der exzellente Student seinem Vater nachfolgen und Arzt werden. 1960 nahm er erstmals an den Seniorenmeisterschaften teil und wurde Fünfter. Damit qualifizierte er sich für die Weltmeisterschaft 1960, bei der er den neunten Platz belegte. 1961 wurde Kelley nationaler Vizemeister hinter Bradley Lord.
Als amtierender US-Vizemeister war Kelley gemeinsam mit seiner Schwester Nathalie und seinem Trainer Edi Scholdan an Bord des Sabena-Flugs 548, der sie zur Weltmeisterschaft nach Prag bringen sollte. Der Nachtflug sollte in Brüssel zwischenstoppen. Dort musste der Pilot den Landeanflug jedoch abbrechen und neuen Anlauf nehmen, um es auf einer anderen Landebahn zu versuchen. Dabei stürzte das Flugzeug auf Ackerland in Berg-Kampenhout. Alle 72 Passagiere, die Crew und ein Landwirt am Boden kamen ums Leben, darunter auch die gesamte 18-köpfige US-Mannschaft und ihre 16 Angehörigen. Die Weltmeisterschaft in Prag wurde abgesagt.
2011 wurde Kelley, wie auch die gesamte damals verunglückte US-Mannschaft, in die nationale Hall of Fame aufgenommen.

## Ergebnisse
| Wettbewerb / Jahr                | 1957 | 1958 | 1959 | 1960 | 1961 |
| -------------------------------- | ---- | ---- | ---- | ---- | ---- |
| Weltmeisterschaften              |      |      |      | 9.   |      |
| US-amerikanische Meisterschaften | 1. N | 2. J | 1. J | 5.   | 2.   |

- N = Novizen, J = Junioren